# Condado de Puerto Hermoso
El condado de Puerto Hermoso es un título nobiliario español creado el 13 de diciembre de 1789 (otorgada R.C. en 1799), por el rey Carlos IV, a favor de José Vicente Sánchez de Badajoz y Figueroa, Regidor de Málaga y Maestrante de Ronda.

## Condes de Puerto Hermoso
|                        | Titular                                                | Periodo                |
| Creación por Carlos IV | Creación por Carlos IV                                 | Creación por Carlos IV |
| ---------------------- | ------------------------------------------------------ | ---------------------- |
| I                      | José Vicente Sánchez de Badajoz y Figueroa             | 1789-¿?                |
| II                     | José de Figueroa y Silva                               | ¿?-1851                |
| III                    | José María de Soto y Suárez de Figueroa                | 1851-¿?                |
| IV                     | Fernando de Soto y González de Aguilar y Ponce de León | 1901-1941              |
| V                      | Fernando de Soto y Colón de Carvajal                   | 1951-2001              |
| VI                     | Manuel de Soto y Falcó                                 | 2001-actual titular    |

## Historia de los condes de Puerto Hermoso
- José Vicente Sánchez de Badajoz y Figueroa, I conde de Puerto Hermoso.[1] Le sucedió:

- José de Figueroa y Silva (n. en 1721), II conde de Puerto Hermoso.[1]

Le sucedió su nieto, hijo de María del Carmen Figueroa y Gobantes (1790-1834):
- José María de Soto y Suárez de Figueroa (n. en 1822), III conde de Puerto Hermoso.[1]

Le sucedió su nieto, hijo de Ignacio de Soto y Fernández de Bobadilla (n. en 1846):
- Fernando de Soto y González de Aguilar y Ponce de León (1876-1941), IV conde de Puerto Hermoso,[1] XII marqués de Arienzo, XI marqués de Santaella, gentilhombre grande de España con ejercicio y servidumbre del rey Alfonso XIII.

Casó con María del Carmen Domecq y Núñez de Villavicencio, dama de la Reina Victoria Eugenia de España. Le sucedió su nieto, hijo de Fernando de Soto y Domecq (1901-1971), XIII marqués de Arienzo, XII marqués de Santaella, que casó con María del Sagrado Corazón de Carvajal, el hijo de ambos, por tanto su nieto:
- Fernando de Soto y Colón de Carvajal (1930-2001), V conde de Puerto Hermoso[1] y XIV marqués de Arienzo.

Casó con Mercedes Falcó y Anchorena, VII duquesa del Arco. Le sucedió, en 2001, su hijo:
- Manuel de Soto y Falcó, VI conde de Puerto Hermoso.[1][2]